# Arquidiocese de Agrigento
A Arquidiocese de Agrigento (latim: Archidiœcesis Agrigentina) é uma arquidiocese da Igreja Católica sediada em Agrigento, na Itália. Seu arcebispo atual é Alessandro Damiano. Possui duas dioceses sufragâneas: Caltanissetta e Piazza Armerina.

## Território
O território da arquidiocese de Agrigento abrange 43 comunas:
- Agrigento
- Alessandria della Rocca
- Aragona
- Bivona
- Burgio
- Calamonaci
- Caltabellotta
- Camastra
- Cammarata
- Campobello di Licata
- Canicattì
- Casteltermini
- Castrofilippo
- Cattolica Eraclea
- Cianciana
- Comitini
- Favara
- Grotte
- Joppolo Giancaxio
- Lampedusa e Linosa
- Licata
- Lucca Sicula
- Menfi
- Montallegro
- Montevago
- Naro
- Palma di Montechiaro
- Porto Empedocle
- Racalmuto
- Raffadali
- Ravanusa
- Realmonte
- Ribera
- Sambuca di Sicilia
- San Biagio Platani
- San Giovanni Gemini
- Sant'Angelo Muxaro
- Santa Elisabetta
- Santa Margherita di Belice
- Santo Stefano Quisquina
- Sciacca
- Siculiana
- Villafranca Sicula

## Cronologia dos arcebispos e bispos-auxiliares do século XX
Arcebispos recentes:
| #                   | Nome                            | Período    | Notas                               |
| Arcebispos          | Arcebispos                      | Arcebispos | Arcebispos                          |
| ------------------- | ------------------------------- | ---------- | ----------------------------------- |
| 3º                  | Alessandro Damiano              | 2021-atual |                                     |
| 2º                  | Francesco Montenegro            | 2008-2021  | Arcebispo emérito                   |
| 1º                  | Carmelo Ferraro                 | 2000-2008  | Arcebispo emérito                   |
| Arcebispo-coadjutor |                                 |            |                                     |
|                     | Alessandro Damiano              | 2020-2021  |                                     |
| Bispos              |                                 |            |                                     |
|                     | Carmelo Ferraro                 | 1988-2000  |                                     |
|                     | Luigi Bommarito                 | 1980-1988  | Nomeado Arcebispo de Catânia        |
|                     | Giuseppe Petralia               | 1963-1980  |                                     |
|                     | Giovanni Battista Peruzzo, C.P. | 1932-1963  |                                     |
|                     | Bartolomeo Lagumina             | 1898-1931  |                                     |
| Bispo-coadjutor     |                                 |            |                                     |
|                     | Francesco Fasola                | 1954-1960  | Nomeado Bispo de Caltagirone        |
| Bispos-auxiliares   |                                 |            |                                     |
|                     | Luigi Bommarito                 | 1976-1980  | Elevado a Bispo                     |
|                     | Calogero Lauricella             | 1961-1964  | Nomeado Bispo-auxiliar de Cefalù    |
|                     | Vincenzo Maria Jacono           | 1950-1954  | Nomeado Bispo-coadjutor de Nicastro |